# Laon
Laon es una ciudad de Francia situada en el departamento de Aisne, de la región de Alta Francia. Tiene una población estimada, en 2020, de 24 091 habitantes.
El área protegida incluye la ciudad dentro de las murallas, así como las fortificaciones y sus glacis, es decir, una superficie de 370 hectáreas, lo que la convierte en el sector protegido más grande de Francia.

## Geografía
La parte más antigua de la ciudad está situada sobre una colina que se eleva unos 100 metros sobre la llanura circundante. Esta orografía, por un lado, ha facilitado la defensa, pero, por otro, ha establecido una separación clara entre el centro, la sede del poder, y los barrios exteriores. La presencia de la catedral sobre la colina le ha valido el apelativo de Montaña Coronada.

## Funicular
Disponía de una pequeña línea de funicular o minimetro automatizada con tracción por cable (el Poma 2000), que contaba con tres estaciones y tenía una longitud de 1,5 km. Este sistema servía para salvar los 98 m de desnivel entre la estación de ferrocarril y la ciudad antigua. Fue inaugurado en 1989 y cerrado en 2016.

## Historia
La ciudad alta posiblemente conoció alguna ocupación humana en el Neolítico, hacia el 3000 a. C., pero no se han hallado hasta ahora restos de las edades del Bronce ni del Hierro. La ocupación permanente se remonta al siglo I a. C. Hay restos galorromanos en diversos emplazamientos en la ciudad baja. En época romana se fortificó la colina.
Entre 497 y 513, San Remigio, natural de la región, elevó la población a la categoría de ciudad, al dotarla de un obispado independiente del de Reims. También en el siglo VI, Laon fue residencia de los duques de Champaña.

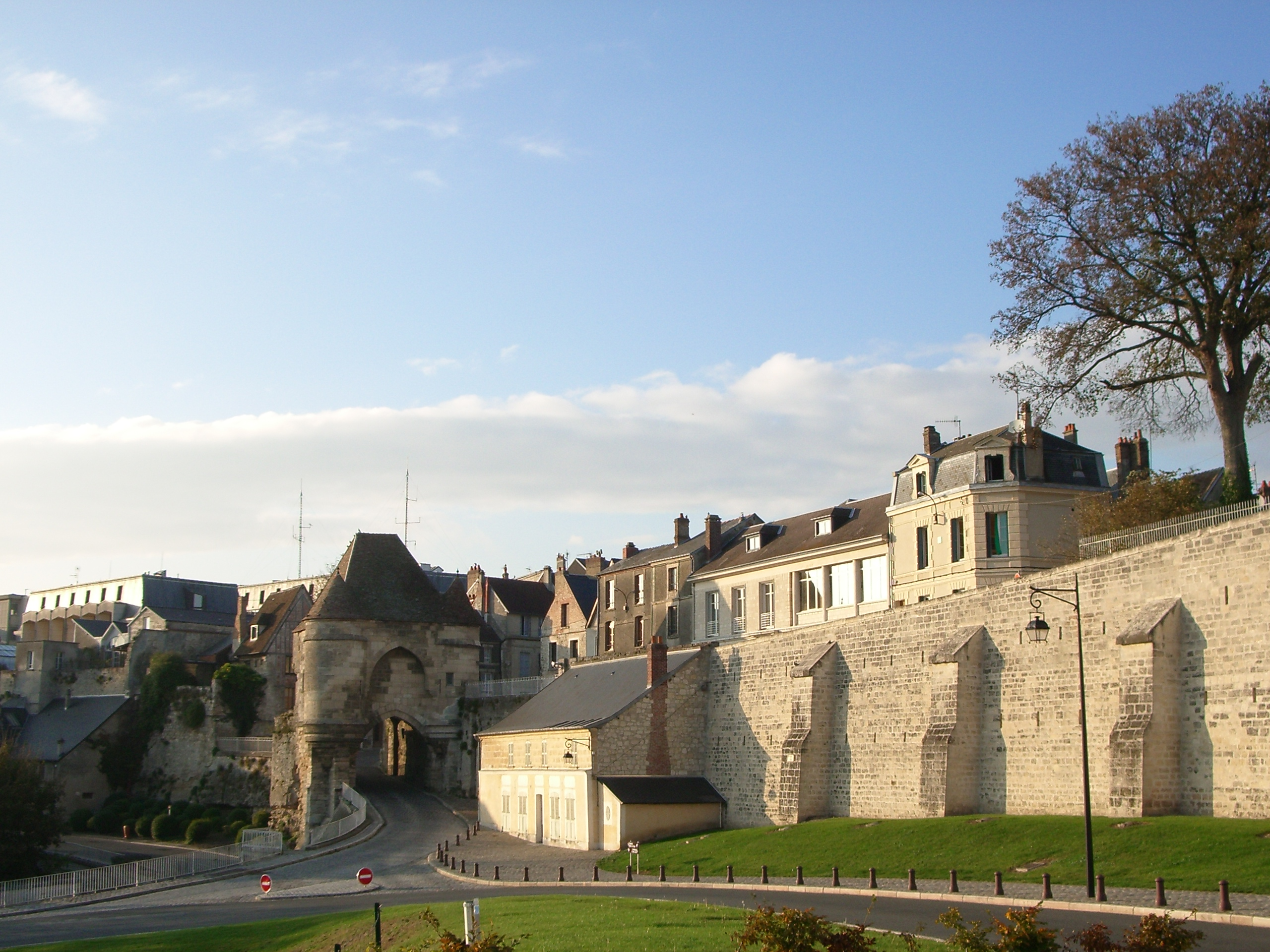
Porte d'Ardon y murallas de Laon

Durante la Edad Media aparecieron y se desarrollaron los barrios de la ciudad baja. Del siglo XI a mediados del XIII, la ciudad crece, alcanzando los 10 000 habitantes. La revuelta comunal de 1112 hará que el obispo pierda su papel preponderante en la política local, pero aun así el cabildo catedralicio siguió siendo el más importante de Francia, con 83 canónigos en 1270 y un peso considerable en la vida de Laon. En el siglo XII la ciudad experimentó un importante auge económico, que se tradujo en una intensa actividad de construcción y reconstrucción.
Tras la supresión de la institución comunal, la ciudad fue gobernada por un preboste real. En 1237, Laon se convierte en la sede de la importantísima bailía de Vermandois y se la dotó de un prèsidial (tribunal) en 1551. Pero al acabar el siglo XVI, la preeminencia pasó de Laon a Soissons.
Durante la Revolución Francesa, Laon recuperó su preeminencia al convertirse en la capital del departamento de Aisne.

## Demografía
| 7500 | 6691 | 6976 | 6837 | 8400 | 8230 | 9406 | 9809 | 10 098 | 8 199 | 10 090 | 10 268 | 10 365 | 12 139 | 12 623 | 13 677 | 14 129 | 14 625 | 15 434 |
| Para los censos de 1962 a 1999 la población legal corresponde a la población sin duplicidades (Fuente: INSEE [Consultar]) |      |      |      |      |      |      |      |        |       |        |        |        |        |        |        |        |        |        |

| 15 288 | 16 262 | 18 904 | 19 402 | 19 125 | 20 254 | 17 401 | 21 931 | 25 078 | 26 316 | 27 914 | 26 682 | 26 490 | 26 265 | 26 463 | 25 358 | 24 091 |
| Para los censos de 1962 a 1999 la población legal corresponde a la población sin duplicidades (Fuente: INSEE [Consultar]) |        |        |        |        |        |        |        |        |        |        |        |        |        |        |        |        |

| 1962   | 1968   | 1975   | 1982   | 1990   | 1999   |
| ------ | ------ | ------ | ------ | ------ | ------ |
| 25.483 | 26.718 | 28.435 | 27.425 | 27.195 | 27.050 |

## Administración y política
El alcalde es Eric Delhaye (UDI) desde 2017.

## Patrimonio

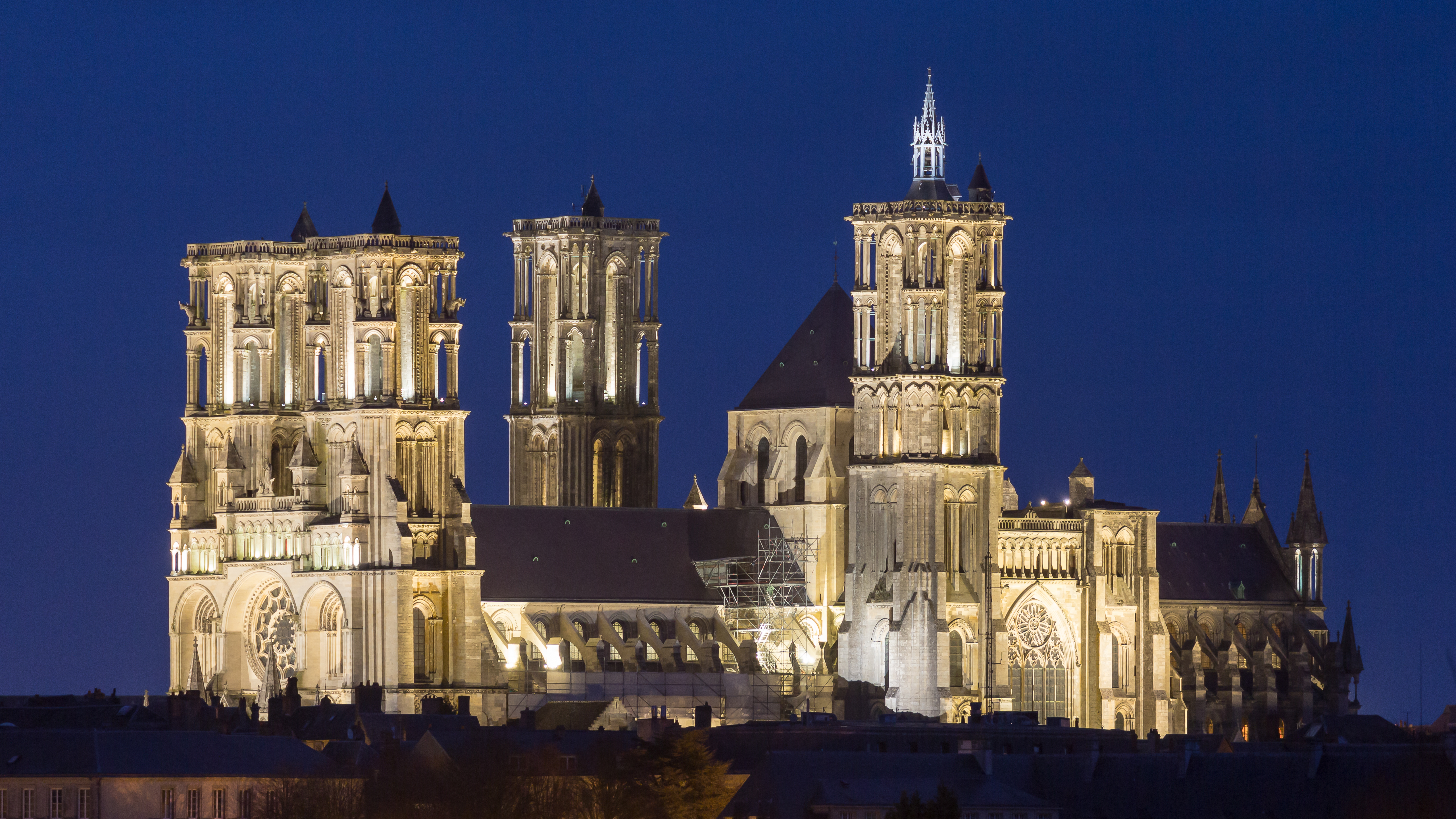
Catedral de Notre-Dame de Laon, monumento histórico de Francia

- La Catedral de Notre-Dame, uno de los primeros ejemplos de la arquitectura gótica.
- La Abadía Saint-Martin y su iglesia.

## Hermanamientos
- Soltau (Alemania)
- Winchester (Reino Unido)